# Richard Wilberforce, Baron Wilberforce

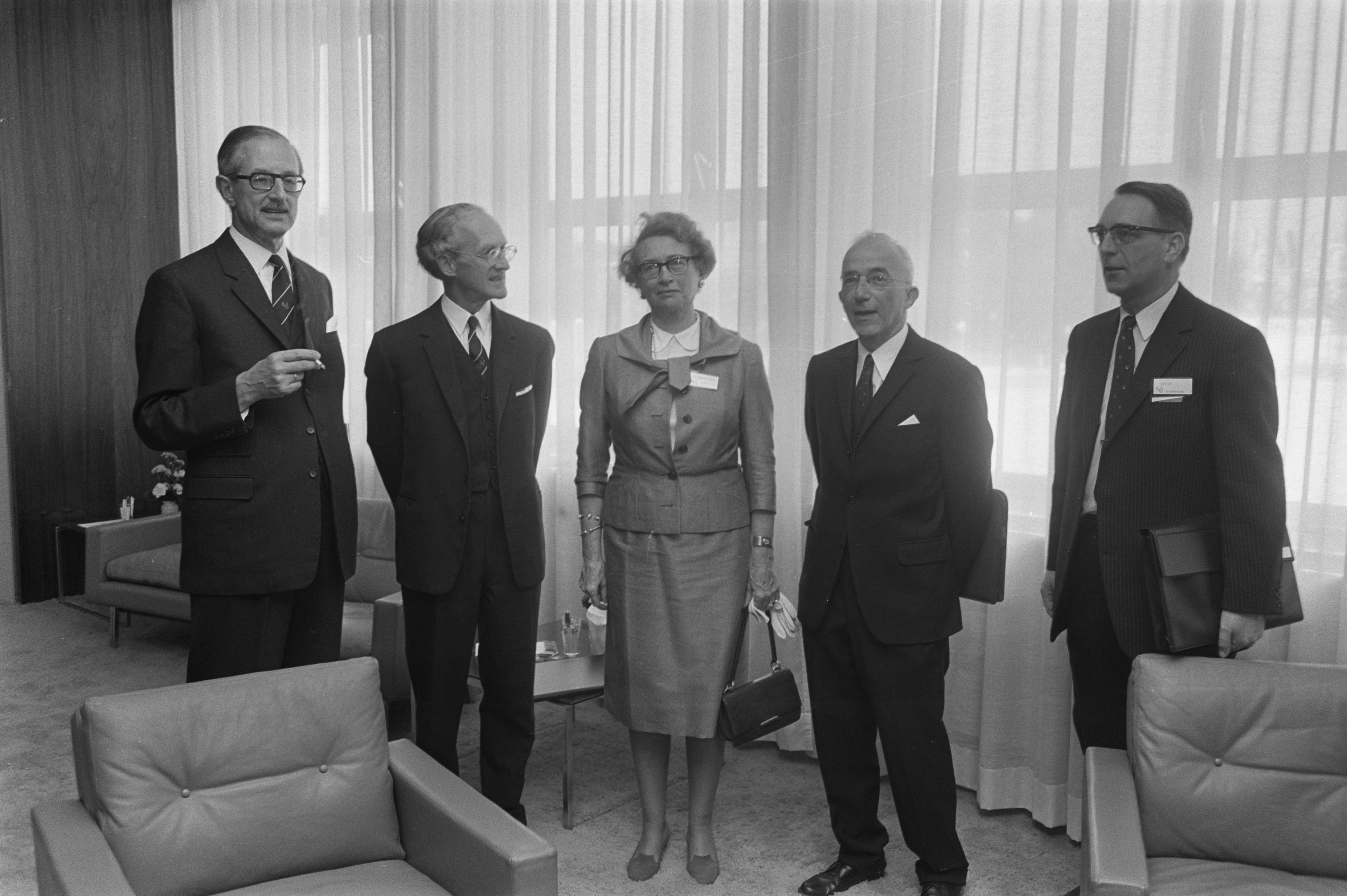
Bos, Wilberforce, Argnas, Polak & Voous (1970)

Richard Orme Wilberforce, Baron Wilberforce Kt, CMG, OBE, PC, QC (* 11. März 1907 in Jalandhar, Indien; † 15. Februar 2003 in London) war ein britischer Jurist. Er war zwischen 1932 und 1982 sowohl als Anwalt als auch als Richter tätig und von 1964 bis 1982 als Lordrichter Mitglied des House of Lords. Daneben hatte er zahlreiche ehrenamtliche Positionen auf nationaler wie auf internationaler Ebene inne.

## Familie

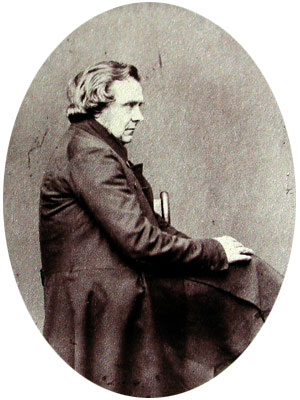
Wilberforces Urgroßvater, der Bischof von Oxford, Samuel Wilberforce

Wilberforce wurde als Sohn von Samuel Wilberforce und Katherine Sheepshanks im indischen Jalandhar geboren. Sein Vater hatte als jüngster Sohn der Familie keine Aussichten auf ein umfangreiches Erbe. Er trat deshalb 1896, nach seiner Ausbildung am Malvern College und der Cambridge University, in den Staatsdienst ein und wanderte nach Indien aus. Dort hatte er in den ersten Jahren unterschiedliche Posten im Punjab inne. Die Verbindung mit Indien ist in der Familiengeschichte der Wilberforces tief verwurzelt, denn schon Wilberforces Großvater Reginalt diente während des Indischen Aufstandes von 1857 im 52nd (Oxfordshire) Regiment of Foot.
Auf väterlicher Seite gehörten außerdem Samuel Wilberforce, Bischof von Oxford und Winchester und William Wilberforce, Anhänger des britischen Abolitionismus, zu seinen Vorfahren. Wilberforces Mutter war eines von siebzehn Kindern von John Sheepshanks, des Bischofs von Norwich. Seine Großmutter mütterlicherseits war eine entfernte Verwandte von Oliver Cromwell.
Wilberforce war von 1947 bis zu seinem Tod mit Yvette Marie Lenoan, Tochter eines französischen Richters, verheiratet, die er während seiner Zeit im besetzten Deutschland kennenlernte. Aus dieser Ehe gingen eine Tochter und ein Sohn hervor.

## Ausbildung
Während seine Eltern in Indien blieben, wuchs Wilberforce bei seiner Großmutter und einer Tante in England auf. Er besuchte fünf verschiedene Gymnasien, darunter die Sandroyd School in Wiltshire. Während seiner Zeit dort erkrankte Wilberforce an Konjunktivitis. Da ihm aus diesem Grund das Lesen weitgehend verboten wurde, begann er, sich mit Mathematik zu beschäftigen. Dank seiner mathematischen Begabung erhielt er 1920 ein Stipendium für ein Studium am Winchester College, an dem er vor allem im Bereich der Alten Sprachen hervorragende Leistungen erbrachte.
Nach seinem Abschluss erhielt er ein Stipendium am New College der Universität Oxford. Dort hörte er Vorlesungen bei H. W. B. Joseph und wurde wesentlich von Herbert Fisher geprägt. Er entschied sich für ein Studium der Rechtswissenschaften und erhielt im Juli 1932 die Zulassung als Barrister am Middle Temple. Zudem wurde er mit seiner dritten Kandidatur 1932 zum Fellow am All Souls College gewählt.
Die praktische Ausbildung als Barrister absolvierte er im Büro von Wilfrid Hunt. Während dieser Zeit lebte Wilberforce im Haus eines Freundes seiner Tante in Bloomsbury. Neben seiner Ausbildung ging er viel mit Freunden aus, besuchte Konzerte und verkehrte in verschiedenen Clubs, wie etwa dem Garrick Club. Wilberforce war zudem sportlich aktiv. Neben Golf, das er bereits in Sandyfort erlernte und bei dem er zahlreiche gesellschaftliche Kontakte – etwa mit Lord Russell of Killowen – knüpfte, war er ein leidenschaftlicher Schlittschuhläufer und lernte in Sils-Maria Skilaufen.

## Berufliche Laufbahn

### Anfänge als Barrister
Da nach Abschluss seiner praktischen Ausbildung als Barrister für Wilberforce keine Stelle im Büro von Hunt frei war, entschloss er sich, eine eigene Kanzlei zu eröffnen. Es war jedoch anfangs für ihn äußerst schwierig, sich dabei gegen alteingesessene Barrister mit festem Kundenstamm zu behaupten. Mit der Zeit gelang es ihm jedoch, einen kleinen Kreis fester Mandanten aufzubauen. Mit Ausbruch des Zweiten Weltkrieges kam der Betrieb in der Kanzlei allerdings gänzlich zum Erliegen.

### Militärische Laufbahn
Bereits 1938 schloss sich Wilberforce als Reservist den britischen Streitkräften an. Mit Kriegsausbruch im September 1939 trat er in den aktiven Dienst ein und wurde als Leutnant einer Einheit der Royal Artillery in Southend-on-Sea zugeteilt. Im Februar 1940 wechselte Wilberforce als Aide-de-camp von Bernard Paget, Kommandeur der 18. Infanteriedivision, nach Norwich. In dieser Stellung nahm er an einer dreiwöchigen Operation der Britischen Armee zur Unterstützung der Norwegischen Streitkräfte bei der Verteidigung Trondheims teil. Nachdem Paget als General Officer Commanding in das Hauptquartier der Home Forces abkommandiert wurde, wurde Wilberforce zunächst zum Eastern Command und schließlich nach Cambridge versetzt, wo er zum Major befördert wurde. Dort lernte er unter anderem die Mathematiker Abram Samoilowitsch Besikowitsch und Godfrey Harold Hardy kennen.
Im September 1943 wurde Wilberforce zum Oberstleutnant befördert und war ab sofort zuständig für die Unterhaltung der Truppen. In enger Zusammenarbeit mit der Entertainments National Service Association gelang es ihm, ein umfangreiches Programm aufzubauen. 1944 folgte eine Stellung beim Supreme Headquarters Allied Expeditionary Force. Hier war er mit der Verwaltung der britisch besetzten Gebiete in Deutschland betraut. So war Wilberforce der erste britische Offizier, der den Führerbunker besichtigte. Nach Kriegsende gehörte er der britischen Kommission zur Entnazifizierung an und hatte die Aufgabe, die deutsche Gesetzgebung zu überarbeiten. Auch war er an den Vorbereitungen des Nürnberger Prozesses gegen die Hauptkriegsverbrecher beteiligt. 1946 kehrte Wilberforce nach London zurück und begleitete im Control Office for Germany and Austria den Posten eines Staatssekretärs. 1947 schied er schließlich aus der Armee aus und nahm die Tätigkeit als Barrister wieder auf.

### Tätigkeit als Barrister (1947–1961)
Nach seiner Rückkehr stellte sich die Tätigkeit als Barrister für Wilberforce wiederum als äußerst schwierig dar, da es ihm – bedingt durch seine lange Abwesenheit während des Krieges – nur schwer möglich war, Mandate zu finden. So erwog er eine Zeit lang, den Anwaltsberuf ganz aufzugeben. Erst Anfang der 1950er Jahre besserte sich die Lage und er wurde 1954 von Elisabeth II. zum Kronanwalt ernannt. Nun trat er bei Verfahren auf, die Aufmerksamkeit auf nationaler Ebene hervorriefen. So vertrat er 1955 Prinz Ernst August von Hannover vor dem House of Lords und erreichte 1960 in dem Fall J. Bollinger v. Costa Brava Wine Co. Ltd., dass nur Champagner aus Frankreich diese Herkunftsbezeichnung führen darf.
Neben Fällen des innerstaatlichen Rechts war Wilberforce auch an Fällen mit völkerrechtlichem Bezug beteiligt. So gehörte er während seiner Zeit als Barrister der Delegation um Eric Beckett an, die das Vereinigte Königreich sowohl im Korfu-Kanal Fall, dem ersten vom Internationalen Gerichtshof entschiedenen Rechtsstreit, als auch in dem als Fisheries Case bekannten Fall, der sich mit Grenzstreitigkeiten zwischen Großbritannien und Norwegen auseinandersetzte, vertrat. Zudem veröffentlichte er in dieser Zeit zusammen mit Alan Campbell mit The Law of Restrictive Practices and Monopolies ein Standardwerk des englischen Wettbewerbsrechts.

### Richterliches Wirken
Am 18. Januar 1961 wurde Wilberforce zum Knight Bachelor geschlagen. und im selben Jahr als Richter der Chancery Division berufen. Hier beschäftigte er sich mit Fragen des Trusts sowie Fällen aus dem Bereich des Steuer- und Urheberrechts. In der Chancery Division führte er 1963 den Vorsitz im Fall des englischen Fußballspielers George Eastham gegen Newcastle United, in dessen Folge das Transfersystem des englischen Fußballs grundlegend reformiert werden musste. Bereits drei Jahre später ernannte ihn der Lordkanzler als Baron Wilberforce, of the City and County of Kingston-upon-Hull, zum Life Peer, zum Lordrichter und Mitglied im Privy Council.
Damit war Wilberforce einer der wenigen Richter, die vom High Court of Justice direkt in das House of Lords berufen wurden, ohne zuvor wie sonst üblich eine Stelle als Richter am Court of Appeal innegehabt zu haben. In dieser Stellung unterstützte er die Law Commission in ihren Bemühungen, Reformen des englischen Rechts zu erarbeiten. Zusammen mit Lord Diplock war er zudem als Vizepräsident des Appellate Committee des House of Lords und des Judicial Committee of the Privy Council aktiv. Öffentliche Bekanntheit in Großbritannien erlangte er als Leiter von zwei Untersuchungskommissionen. Im Jahr 1971 wurde er mit dem Vorsitz einer Kommission betraut, die sich mit den Arbeitsbedingungen und der Bezahlung von Arbeitern der Elektrizitätsbranche auseinandersetzte. Nur ein Jahr später übernahm er die Schlichtung zwischen dem National Coal Board, einem britischen Staatsunternehmen, das zu dieser Zeit Eigentümer sämtliche Kohleminen Großbritanniens war, und der Gewerkschaft der Minenarbeiter.
Wesentlicher Streitpunkt war die Höhe der an die Arbeiter zu zahlenden Löhne. Da die Gewerkschaft mit Streik drohte, was zu Stromausfällen in ganz Großbritannien geführt hätte, befand sich die Kommission in starkem Zeitdruck. Ihr Abschlussbericht wurde in nur vier Tagen fertiggestellt und schlug eine wesentliche Erhöhung der Löhne für Minenarbeiter vor.  Die Reaktionen auf diesen Bericht fielen unterschiedlich aus. Während sich ein Großteil der Presse positiv äußerte, sah sich Wilberforce im House of Lords scharfer Kritik ausgesetzt und wurde nie wieder für einen Untersuchungsausschuss nominiert. Mit Erreichen der Altersgrenze trat er 1982 als Law Lord in den Ruhestand. Während seiner Zeit als Richter verhandelte er 465 Fälle und gilt somit als einer der aktivsten Richter in der Geschichte des House of Lords.

## Wirken im Bereich des Völkerrechts

### Als Richter
Wilberforce war als einflussreicher Richter nicht nur wesentlich an der Fortentwicklung des englischen Rechts beteiligt. Ein Teil der von ihm mitgetragenen Entscheidungen des House of Lords hatte darüber hinaus erhebliche Auswirkungen auf die durch das Vereinigte Königreich im Bereich des Völkerrechts eingenommenen Positionen. Dies betrifft unter anderem die Entscheidung im Fall Carl-Zeiss-Stiftung v. Rayner & Keeler Ltd. von 1966, die sich mit der völkerrechtlichen Anerkennung der DDR auseinandersetzte, oder den Fall Attorney-General v. Nissan aus dem Jahr 1969, in dem sich das House of Lords mit der Frage beschäftigte, welchen völkerrechtlichen Status das britische Kontingent einer UN-Friedenstruppe hat. Das Sondervotum, das Wilberforce zusammen mit Edmund Davies im Fall Marble Islands v. I Congreso del Partido im Jahr 1981 verfasste, hatte zudem erheblichen Einfluss auf die britische Position zur Staatenimmunität.

### Als Mitglied der International Law Association
Wilberforce engagierte sich als Mitglied der International Law Association in erheblichem Maße für die Weiterentwicklung und Kodifikation des Völkerrechts. Im Amt des Vorsitzenden des Exekutivrats der Organisation, das er 22 Jahre lang ausübte, sorgte er unter anderem dafür, dass die alle zwei Jahre von der ILA veranstaltete Konferenz an Orten auf der ganzen Welt stattfand. Darüber hinaus war für die Veröffentlichung der Schrift zur Hundertjahrfeier der ILA verantwortlich und modernisierte den Verwaltungsapparat der Organisation. Auch entwickelte er das Register für die in Zusammenhang mit den abgehaltenen Konferenzen veröffentlichten Berichte, das noch heute Verwendung findet.

### Sonstige Tätigkeiten
Wilberforce war als Mitglied der britischen Delegation an der Ausarbeitung des Warschauer Abkommens über die Beförderung im internationalen Luftverkehr beteiligt. Zwei Jahre später war er an der Gründung des British Institute of International and Comparative Law beteiligt. Daneben gehörte er ab 1960 der Redaktion des British Yearbook of International Law an, das zu den führenden Fachzeitschriften im Bereich des Völkerrechts zählt. Wilberforce war außerdem Mitglied des Ständigen Schiedshofs in Den Haag und bekleidete 1978 das Amt des Präsidenten der Fédération Internationale du Droit Européen.

## Politisches und soziales Engagement
Auf politischer Ebene verhielt sich Wilberforce stets zurückhaltend. Bei den britischen Unterhauswahlen 1950 kandidierte er für die Conservative Party im Wahlbezirk Hull, unterlag jedoch gegen den Kandidaten der Labour Party. Dies blieb seine einzige Kandidatur für ein politisches Amt, obwohl er bei den Unterhauswahlen im folgenden Jahr als aussichtsreicher Kandidat eines Wahlbezirks in Yorkshire gehandelt wurde. Trotzdem war er bis ins hohe Alter politisch interessiert und setzte sich zeitlebens für die europäische Einigung ein.
Wilberforce engagierte sich neben seinem juristischen Wirken vor allem im Bereich der Bekämpfung der Sklaverei, was mit Blick auf seine familiären Wurzeln nicht verwundert. 1932 wurde er Mitglied von Anti-Slavery International, der ältesten Menschenrechtsorganisation der Welt, deren Präsident er von 1970 bis zu seinem Tod war. Auch im Bereich der Bildung war Wilberforce ehrenamtlich tätig. Neben der Teilnahme an zahlreichen Ringvorlesungen und Konferenzen folgte er Viscount Simonds 1967 im Amt des High Steward der Universität Oxford nach. Von 1978 bis 1994 war er zudem Kanzler der University of Hull.

## Auszeichnungen
Wilberforce wurde unter anderem 1956 zum Companion des Orden vom Heiligen Michael und Georg und 1982 zum Ehrenmitglied der American Society of International Law ernannt. Darüber hinaus erhielt er die Ehrendoktorwürde der Universitäten Oxford (1967), London (1972) und Bristol (1983). Die Streitkräfte der Vereinigten Staaten verliehen ihm den Bronze Star.

## Publikationen (Auswahl)
- Richard Orme Wilberforce, Alan Robertson Campbell, Neil P. M. Elles: The Law of Restrictive Practices and Monopolies. 2. Auflage. Sweet & Maxwell, London 1966, LCCN 66-070116 (Ein Werk in drei Bänden).
- The daily life and administration of the International Law Assosiciation. In: Maarten Bos (Hrsg.): The Present state of international law and other essays. Written in honour of the centenary celebration of the International Law Association 1873–1973. Kluwer, Deventer 1973, ISBN 90-268-0693-0, S. 11–22.
- International Federation of European Law (Hrsg.): Mögliche Konfliktszonen zwischen den Gemeinschaftsorganen bei der Durchführung des Gemeinschaftsrechts (= International Federation of European Law Reports of the ninth congress. Band 3). Sweet & Maxwell, London 1980, ISBN 0-421-27850-1 (englisch: Possible areas of conflict between community institutions in the implementation of community law.).